# コンゴ共和国の鉄道
コンゴ共和国の鉄道では、コンゴ共和国における鉄道について記す。

## 事業者
- コンゴ・オセアン鉄道

## 隣接国との鉄道接続状況
- コンゴ民主共和国 - 接続なし
- カメルーン - 接続なし
- ガボン - 接続なし
- 中央アフリカ共和国 - 接続なし
- アンゴラ（飛び地カビンダ） - 接続なし